# Diopatra rhizophorae
Diopatra rhizophorae är en ringmaskart som beskrevs av Grube 1856. Diopatra rhizophorae ingår i släktet Diopatra och familjen Onuphidae. Inga underarter finns listade i Catalogue of Life.